# کیلکیوان، کوئینزلند
کیلکیوان (به انگلیسی: Kilkivan) یک شهرک در استرالیا است که در کوئینزلند واقع شده‌است.